# 重庆市南岸区天台岗小学校
重庆市南岸区天台岗小学校创办于1990年，至今共有6个校区。是中国国家教育质量管理示范基地、全国百所德育科研名校。
其南岸校区现址位于中华人民共和国重庆市南岸区南坪西路58号。
现任校长是江洋。